# Tiger Okoshi

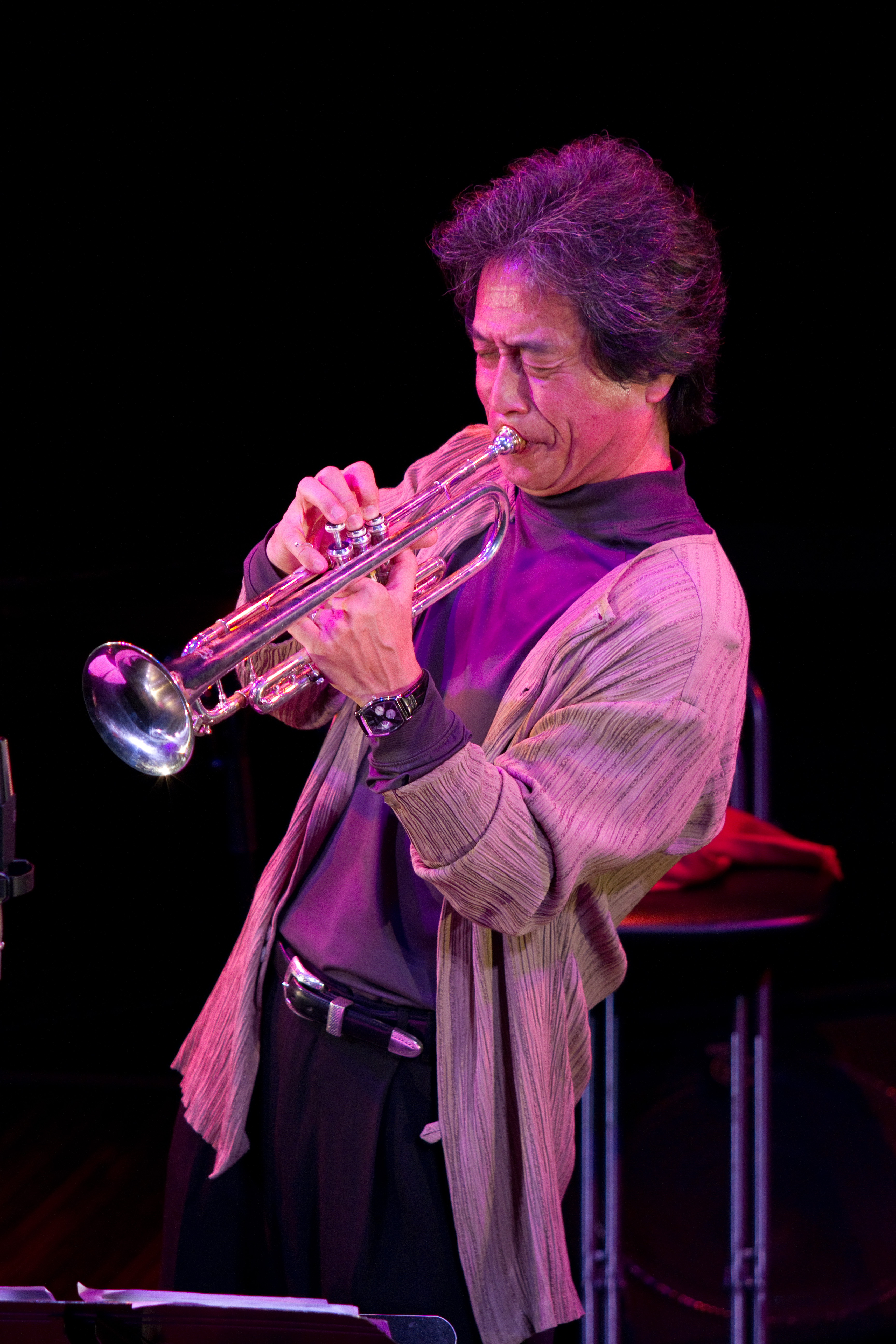
Tiger Okoshi 2011

Toru „Tiger“ Okoshi (* 21. März 1950 in Ashiya, Japan) ist ein amerikanischer Jazztrompeter japanischer Herkunft.
Okoshi spielte seit dem dreizehnten Lebensjahr als Autodidakt Jazztrompete. Nach einem Wirtschaftsstudium an der Kwansei-Gakuin-Universität kam er 1972 in die USA. Hier schloss er 1975 ein Studium am Berklee College of Music mit summa cum laude ab.
Bekannt wurde Okoshi als Partner von Gary Burton. 1974 trat er mit dem Mike Gibbs Orchestra in der Carnegie Hall auf. Im Folgejahr tourte er  mit dem Buddy Rich Orchestra durch die USA. In den frühen 1990er Jahren arbeitete er mit Lorraine Desmarais und George Russells Living Time Orchestra und nahm mit Bob Moses auf. Mit der eigenen Band Tigers Baku nahm er mehrere Alben auf, darunter Echoes of a Note (ein Tribut an Louis Armstrong). Okoshi ist Professor am Berklee College of Music.

## Diskographie
- Tiger's Baku mit Vinnie Colaiuta, Gerry Etkins, Steve Forman, Robert Gonzales, Quinous Johnson, Tim Landers, Mike Stern, 1980–81
- Face to Face mit Gerry Etkins, Rikiya Higashihara, Takayuki Hijikata, Koh Shimizu, 1989
- That Was Then, This Is Now mit Gerry Etkins, Rikiya Higashihara, Takayuki Hijikata, Koh Shimizu, 1990
- Echoes of a Note mit Jay Anderson, Peter Erskine, Béla Fleck, Gil Goldstein, Mike Stern, 1993
- Two Sides to Every Story mit Jack DeJohnette, Vic Firth, Gil Goldstein, Dave Holland, Mike Stern, 1994
- Color of Soil mit Jay Anderson, Kenny Barron, Mino Cinelu, Hank Roberts, 1998